# Coprinopsis goudensis
Coprinopsis goudensis är en svampart som tillhör divisionen basidiesvampar, och som först beskrevs av C.B. Uljé, och fick sitt nu gällande namn av Redhead, Vilgalys och Jean-Marc Moncalvo. Coprinopsis goudensis ingår i släktet Coprinopsis, och familjen Psathyrellaceae. Arten har ej påträffats i Sverige.